# Alan Becker
Alan Becker (Pseudonym noogai; * 8. Mai 1989 in Dublin (Ohio)) ist ein US-amerikanischer Webanimator, YouTuber und Künstler. Er ist bekannt für die Webserie „Animator vs. Animation“ und ihre Ableger „Animation vs. ...“, insbesondere die Webserien „Animation vs. Minecraft Shorts“ und „Animation vs. Education“.

## Herkunft und Ausbildung
Alan Becker kam 1989 in Dublin im US-Bundesstaat Ohio zur Welt. Seine Familie besaß einen Computer, den er und seine Geschwister sich teilten. An diesem Computer begann er im Alter von 12 Jahren, mit Pixel-Art zu experimentieren. Zwei von Beckers Lieblings-Animationsfilmen waren der 1953 erschienene Looney-Tunes-Kurzfilm Duck Amuck und die 1959 entstandene Adaption von Harold and the Purple Crayon, die beide animierte Charaktere enthielten, die ihre Umgebung nutzten, um Dinge zu zeichnen, die zu wichtigen Inspirationen für seine späteren Arbeiten wurden. 2005 erhielt Becker seinen ersten Laptop, einen Acer-TravelMate, mit dem er begann, mit Macromedia Flash  und später Adobe Flash Professional zu animieren, derzeit arbeitet er mit Adobe Animate. Seine erste offizielle Animation mit dem Titel „Pink Army“ wurde 2006 auf Newgrounds veröffentlicht. Am 24. Juli desselben Jahres eröffnete Becker seinen YouTube-Kanal.
2007 schloss er die Dublin Scioto High School ab und begann sein Studium am Columbus College of Art and Design, wo er 2013 sein Abschlussexamen ablegte.

## Karriere
Am 3. Juni 2006, im Alter von 17 Jahren, stellte Becker den Animationshit „Animator vs. Animation“ auf Newgrounds ein, wo er sich schnell verbreitete und dazu führte, dass er auf verschiedenen anderen Medien-Websites ebenfalls hochgeladen wurde. Kurz darauf bot ihm ein ungenanntes Unternehmen 75 Dollar für die Exklusivrechte an „Animator vs. Animation“ an, aber er folgte dem Rat von Steven Lerner, dem Besitzer der Plattform Albino Blacksheep, und entschied sich dagegen. Später entdeckte er, dass seine Animation ohne Erlaubnis auf die berüchtigte Unterhaltungswebsite eBaum's World hochgeladen worden war. Nachdem Steven Lerner dies als Beweismittel in einem Rechtsstreit gegen eBaum's World verwendet hatte, akzeptierte Becker zunächst eine Zahlung von 250 Dollar für die Verwendung der Animation, widerrief dies jedoch und entfernte die Animation von der Plattform. Am 24. Juli 2006 begann Alan Becker, seine Arbeiten auf YouTube zu veröffentlichen.
Atom Films überredete Becker dazu, nach dem Erfolg seiner ersten Animation eine Fortsetzung zu erstellen, und so entstand Animator vs. Animation II. Im Jahr 2007 bot der damals 14-jährige Charles Yeh an, ein Online-Spiel auf der Grundlage der Animation zu entwickeln, und nachdem Becker seine beeindruckende Arbeit gesehen hatte, stimmte er einer Zusammenarbeit mit ihm zu.
Becker veröffentlichte weiterhin Animationen, Animations-Tutorials und weitere Ableger der Serie Animator vs. Animation. Becker kündigte eine Kickstarter-Kampagne für ein auf seinen Animationen basierendes Kartenspiel an, das im Mai 2018 veröffentlicht wurde.
Im Februar 2024 hatte Beckers YouTube-Kanal 26,3 Mio. Subscriber.

## Privates
Er ist verheiratet mit Kaori Becker.

## Auszeichnungen
- 2007 "People’s Choice" Webby Award für Animator vs. Animation II[2][5]
- 2014 mehr als 100.000 Subscriber
- 2016 mehr als 1.000.000 Subscriber
- 2020 mehr als 10.000.000 Subscriber

## Filmografie
| Jahr | Video                                                    | Bemerkungen |
| ---- | -------------------------------------------------------- | --- |
| 2006 | Pink Army                                                | Alan Beckers erste veröffentlichte Animation auf Newgrounds.                                                               |
| 2006 | Animator vs. Animation                                   | |
| 2007 | Animator vs. Animation II                                | Gewann den "People’s Choice" Webby Award                                                                                   |
| 2011 | Animator vs. Animation III                               | |
| 2014 | Animator vs. Animation IV                                | |
| 2015 | Animation vs. Minecraft                                  | |
| 2017 | Animation vs. YouTube                                    | |
| 2017 | Animation vs. Minecraft Shorts Season 1 (ep. 1–14)       | |
| 2018 | Animator vs Animation V                                  | Zunächst als Miniserie unter dem Titel Animator vs. Animation Shorts veröffentlicht, 2020 in eine Einheit zusammengefasst. |
| 2018 | Animation vs. League of Legends                          | |
| 2019 | Animation vs. Pokémon                                    | |
| 2019 | Blue's New Superpower                                    | Is a fundraiser for the organization Team Trees.                                                                           |
| 2019 | Animation vs. Super Mario Bros                           | |
| 2020 | Animation vs. Minecraft Shorts Season 2 (ep. 15–19)      | |
| 2020 | Animation vs. Minecraft Shorts Season 3 (ep. 20–30)      | |
| 2021 | Animation vs. Arcade Games                               | |
| 2021 | Animation vs. Trash                                      | Is a fundraiser for the organization Team Seas.                                                                            |
| 2022 | Actual Shorts                                            | YouTube-Kurzfilme |
| 2023 | Wanted – Animator vs. Animation VI – Ep 1                | |
| 2023 | Animation vs. Minecraft Shorts Season 4                  | |
| 2023 | Animation vs. Math                                       | |
| 2023 | The Box – Animator vs. Animation VI – Ep 2               | |
| 2023 | Animation vs. Physics                                    | |
| 2023 | Lucky Block Staff – Animation vs. Minecraft Shorts Ep 33 | |